# Папазов, Иво
Иво Папазов (болг. Иво Папазов; род. 16 февраля 1952, Кырджали, Народная Республика Болгария), также известный как Ибряма (болг. Ибряма) — болгарский кларнетист, один из ведущих музыкантов, работающих в сфере свадебной музыки.

## Биография
Родился 16 февраля 1952 года в Кырджали в турецко-цыганской семье потомственных профессиональных зурнистов и кларнетистов. Ещё ребенком начал играть вместе со своим отцом и приобрел большой опыт игры на свадьбах по всей Фракии, где выработал свой собственный репертуар и характерный стиль. Некоторое время учился в строительном колледже в Кырджали, но оставил учёбу, чтобы работать музыкантом.
Свой первый оркестр сформировал в 1974 году, но широкую известность приобрел благодаря инструментальному ансамблю «Тракия», основанному в 1978 году. В этот период приобрел огромную известность среди публики и множество поклонников среди музыкантов, положив начало одному из двух направлений в игре на кларнете в свадебной музыке (другое было сформировано главным образом под влиянием Младена Малакова).
Во время кампании «Возродительный процесс», направленной на принудительную ассимиляцию неболгарского населения, подвергся репрессиям, что стало причиной затруднений во время официального выпуска своих работ. В то время как любительские записи его концертных выступлений записывались на кассеты и распространялись тысячами экземпляров, государственная звукозаписывающая компания «Балкантон» выпустила лишь несколько граммофонных пластинок с его выступлениями в конце 1980-х годов, причем музыка была предварительно обработана и аранжирована местными композиторами.
В конце 1980-х, на фоне ослаблений режима, Иво удаётся подписать контракт с британским лейблом Hannibal Records, на котором он выпустил два альбома, представляющих собой смесь джаза и народной музыки Балканского полуострова. Его первый альбом получил название «Путешествие Орфея». Американский продюсер Джо Бойд помог музыканту стать популярным во всем мире. Со сменой режима в Болгарии Иво получил возможность выступать по всему миру, сотрудничая с лучшими джазовыми музыкантами на нескольких континентах.
С конца 1980-х годов живет в Богомилово.

## Дискография

### В составе ансамбля «Тракия»
- 1989 — Orpheus Ascending
- 1991 — Balkanology
- 2003 — Панаир
- 2006 — Каварненски буенек

### Сольные релизы
- 1990 — Иво Папазов – кларинет
- 2000 — The Best
- 2005 — Together Again: Legends of Bulgarian Wedding Music (совместно с Юрием Юнаковым, Салиф Али и Нешко Нешевым)[6]
- 2008 — Танцът на Сокола[7]